# Old Man Logan
Old Man Logan (с англ. — «Старик Логан») — серия комиксов об альтернативном персонаже Росомахе. Этот персонаж — старомодный Росомаха, из альтернативного будущего.
Вселенная, где происходят события Старика Логана обозначена как Земля-807128 , где злодеи убили супергероев. Представленное событие является самостоятельной историей серии комиксов Wolverine Vol.3 #66-72 сценариста Марк Миллара и художника Стива МакНивена, персонаж стал популярным среди фанатов.

## Сюжет
Комикс рассказывает о постапокалиптической Вселенной Marvel. За 50 лет до событий комикса произошла последняя битва героев и злодеев, которая завершилась победой злодеев. Злодеи поделили США на несколько частей (про остальной мир ничего не известно). Президентом США стал Красный Череп. Оставшиеся в живых герои бросились в бега. Одним из этих героев является Росомаха. Но никому не известно, что с ним произошло. Ведь он ни разу за последние 50 лет не выпускал когти. Теперь он фермер, живущий с семьей и работающий на Банду Халков (потомков Халка). Логан задалживает деньги Банде. Но выживший герой — Соколиный Глаз (участник Мстителей) предлагает Логану сделку. Соколиный Глаз везет тайную посылку в Новый Вавилон, и за это он получит большие деньги. По дороге в Вавилон Росомаха рассказывает Соколиному Глазу о том, что 50 лет назад на Людей-Икс напали злодеи. Росомаха пытался защитить учеников и убил всех злодеев. Но оказалось, что «злодеями» были Люди-Икс. И это был трюк, устроенный Мистерио. В ужасе от содеянного, Росомаха уходит оттуда и бросается под поезд, надеясь погибнуть. Логану удается выжить, но в тот день погиб Росомаха.
Логан и Соколиный Глаз добираются до Нового Вавилона. Позже оказалось, что это был обман, устроенный Красным Черепом. Соколиного Глаза убивают, а Логану удается выжить. Он вступает в схватку с Красным черепом, но не может победить его, так как не верит в себя, но когда Росомаха видит, что вещи его друзей и товарищей висят как трофеи за стеклом, он достает щит Капитана Америки и отрубает им голову Черепа. Взяв реактивные сапоги Железного Человека, он добирается до своего дома, но к своему ужасу обнаруживает, что вся его семья была убита Бандой Халка. Его сосед спрашивает: "Что ты будешь делать, Логан?", на что тот отвечает: "Не Логан — Росомаха". Совершая свою вендетту, Росомаха убивает халков, что убили его жену и детей, а одного выжившего привязывает к кораблю Фантастической Четвёрки и подрывает, убив всех Халков, кроме Брюса Баннера и его кузины, Женщины Халк, которая также является матерью для его сыновей. Баннер рассказывает, что убил семью Логана, только чтобы увидеть Росомаху в его былом величии.

## События вне комиксов
Сюжет третьего фильма о Росомахе под названием Логан построен на данной серии комиксов и Смерть Росомахи.

## Коллекционные издания
Wolverine: Old Man Logan ISBN 0-7851-3159-0
Кроме того, данный сюжет издавался на русском языке издательством Идк в 2010 в книге под названием «Старик Логан» а также издательством «Комильфо» в 2015 году в книге под названием «Росомаха: Старик Логан».